# Домрачев, Василий Валерианович
Василий Валерианович Домрачев (род. 6 июня 1963, Татаренер, Марийская АССР) — российский актёр, драматург и театральный режиссёр

. Народный артист Республики Марий Эл (2004), Заслуженный артист Российской Федерации (2014).

## Биография
Уроженец деревни Татаренер (мар. Часамласола) Новоторъяльского района Марийской АССР. В 1985 году окончил ГИТИС (курс П. О. Хомского; III национальная студия). В 1986—1997 годы актёр Марийского национального театра имени М. Шкетана. В 1996—1997 годы прошёл стажировку по режиссуре в театре им. Моссовета у профессора П. О. Хомского. В 1997—2001 годы — актёр Марийского театра юного зрителя. 2001—2002 годы — артист Академического русского театра драмы им. Г. Константинова. В 2002 году вернулся в Марийский национальный театр драмы в качестве главного режиссёра и занимал этот пост до 2007 года.

## Работы в театре
- Менандр — В. Розов «Сÿан кечын» («В день свадьбы»), 1985;
- Сэр Тоби — В. Шекспир «Латкокымшо йÿд» («Двенадцатая ночь»), 1987;
- Лёва — К. Коршунов «Шарнет, Элиса?» («Помнишь, Элиса?»), 1987;
- Чопай — С. Николаев «Салика», 1988;
- Васенька — А. Вампилов «Кугэрге» («Старший сын»), 1990;
- Аркашка Счастливцев — А. Островский «Чодыра» («Лес»), 2003.

## Спектакли, поставленные в Марийском национальном театре драмы им. М. Шкетана
- М. Шкетан «Сардай», 1993;
- С. Элембаева «Чонтамык» («Покаяние»), 1995;
- Н. Арбан «Кем ургызо» («Сапожник»), 1998;
- В. Абукаев-Эмгак «Ош кече йымалне» («Под солнцем светлым»), 2002;
- Л. Яндаков «Йöратымаш? Йöратымаш! Йöратымаш…» («Любовь? Любовь! Любовь…»), 2002;
- З. Долгова «Полдыранат ош пеледышан» («Белый цвет борщевика»), 2003;
- В. Абукаев-Эмгак «Куку шагат» («Часы с кукушкой»), 2004;
- С. Николаев «Салика», 2004;
- А. Петров «Кронуш», 2005;
- З. Долгова «Пысман корем» («Овраг»), 2005;
- З. Долгова «Ӱдыр сий» («Девичьи посиделки»), 2007;
- В. Юксерн «Чоя рывыж» («Хитрая лиса»), 2009;
- В. Григорьев «Юзо гармонь» («Волшебная гармонь»), 2010;
- В. Абукаев-Эмгак «Кайыккомбо кашта» («Млечный путь»), 2010;
- М. Илибаева «Ойырледа? Огына ойырло!» («Развод по-марийски»), 2012;
- А. Островский «Йöным мушо йöрым кочеш» («На всякого мудреца довольно простоты»), 2013;
- «Трусливый заяц», 2013;
- Г. Гордеев «Шкетан», 2013;
- В. Домрачев «Лесная сказка», 2014[3];
- М. Рыбаков «Тÿрлемÿдыр» («Кружевница»), 2015[4];

## Спектакли, поставленные вРеспубликанском горномарийском драматическом театре[5]
- В. Юксерн «Чоя рывыж» («Хитрая лиса»);
- С. Элембаева «Кÿрылтшö кумыл» («Прерванный вечер»);
- В. Розов «Сÿан кечын» («В день свадьбы»).

## Драматургия
В 1992 году на сцене Марийского театра юного зрителя поставлена написанная в соавторстве с В. Сапаевым драма «Эрге» («Сын»). В 1998 году там же состоялась премьера его драмы «Мыланна — латкудыт» («Шестнадцатилетие») в постановке автора.

## Фильмография

### Актёр
- Коротышка — Кто сильнее его, реж. А. Квирикашвили, 1983;
- Вестовой — Я за тебя отвечаю, реж. Б. Яшин, 1984;
- Полицай — Иди и смотри, реж. Э. Климов, 1984;
- Упырь — Меня зовут Арлекино, реж. В. Рыбарев, 1986;
- Рядовой Нищенкин — Караул, реж. А. Рогожкин, 1989;
- Полицай — Карьер, реж. А. Рыбарев, 1988;
- Расстрельщик Ефим Соломин — Чекист, реж. А. Рогожкин, 1992;
- Прокурор — Особенности национальной рыбалки, реж. А. Рогожкин, 1998;
- Дублёр Селина — Любовь под грифом «Совершенно секретно», реж. Алексей Гусев, 2008;
- Улицы разбитых фонарей 9, 2008;
- Байдин — Морские дьяволы—3, 2009 (3 серия — «Испытание на прочность»);
- Полковник на полигоне — Оружие, реж. А. Рогожкин, 2011;
- Покойник Серёжа / сосед Павлик — Небесные жёны луговых мари, реж. А. Федорченко, 2012;
- Возничий — Трудно быть богом, реж. А. Герман, 2013.

### Режиссёр
- 2010 — «Салика».